# Bèrids
|  | No s'ha de confondre amb Bèrides. |

Els bèrids (Baeriidae) són una família d'esponges calcàries (Calcarea). Va ser descrita per Radovan Borojevic, Nicole Boury-Esnault i Jean Vacelet el 2000. El gènere tipus és Baeria (Miklucho-Maclay, 1870), considerat un sinònim menor de Leuconia (Grant, 1833).

## Gèneres
Els següents gèneres pertanyen a la família Baeriidae:
- Eilhardia
- Lamontia
- Leuconia
- Leucopsila